# الكسندر ستيوارت (سياسي كندي، مواليد 1857)
الكسندر ستيوارت هو سياسي كندي، ولد في 19 أبريل 1857 في North Algona Wilberforce ‏ في كندا، وتوفي في 2 أبريل 1928 في رنفرو ‏ في كندا. نشط حزبياً في حزب أونتاريو المحافظ التقدمي. وقد انتخب عضو برلمان مقاطعة أونتاريو.